# Історія малих міст України
«Історія малих міст України» — соціально-бібліотечний проєкт, ініційований працівниками Державної наукової архітектурно-будівельної бібліотеки імені В. Г. Заболотного в 2008 під егідою Міністерства регіонального розвитку, будівництва та житлово-комунального господарства України.
Цей проєкт був одним із напрямків діяльності бібліотечного клубу «Національні святині».

## Мета проєкту
Мета проєкту — активізація науковців, громадськості, місцевого населення до вивчення історії архітектури, будівництва і культури малих міст, архітектурних пам'яток, збереження історико-архітектурної спадщини малих міст України.
У результаті реалізації проєкту видано серію бібліографічних покажчиків «Малі міста України», матеріали яких базуються на фонді Державної наукової архітектурно-будівельної бібліотеки імені В. Г. Заболотного. Бібліографічні покажчики групуються за адміністративно-територіальними одиницями (областями). У виданнях вміщено бібліографічну інформацію про всі малі міста України. Бібліографія супроводжується короткою історичною довідкою про місто та відповідним ілюстративним матеріалом. Для ілюстрування використано, зокрема, світлини фотоконкурсу «Вікі любить пам'ятки».